# Onthophagus sakamakii
Onthophagus sakamakii es una especie de insecto del género Onthophagus, familia Scarabaeidae, orden Coleoptera.

Fue descrita científicamente por Ochi, Kon & Kawahara en 2010.